# Enewetak

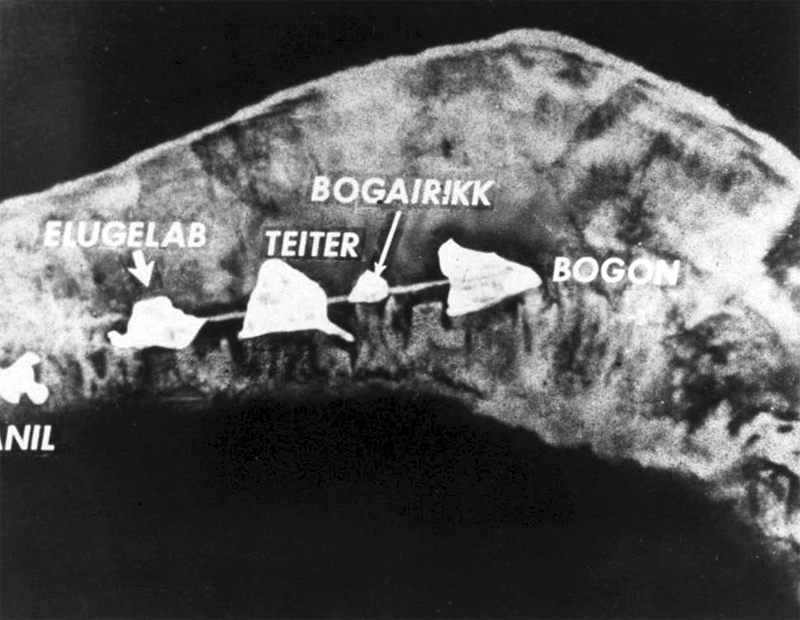
Vista de l'atol Enewetak abans de l'explosió.

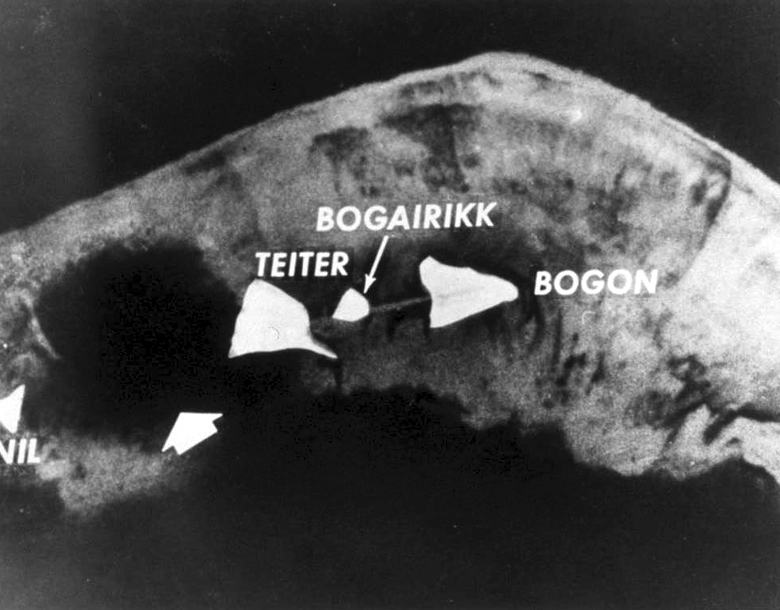
Vista del cràter deixat després de l'explosió on en atol Enewetak.

Enewetak (o Eniwetok) és un atol de les Illes Marshall situat a l'oceà Pacífic, es compon de 40 illots amb una àrea de 6 km² i una llacuna interior de 80 km de circumferència.
En 1527 el marí espanyol Álvaro de Saavedra Cerón desembarcament en aquest atol, convertint-se en el primer europeu a posar peu en aquest territori.
- El 1999 la població ascendia a 820 persones.

## Prova nuclear
L'1 de novembre de 1952 es va fer esclatar una bomba de fusió nuclear amb greus efectes per a la flora i fauna local. Res va sobreviure.
En el "Punt Zero" de l'explosió (al centre) es va aconseguir la increïble temperatura de 15 milions de graus, temperatura que s'estima que té el nucli del Sol 
Aquesta temperatura només es va aconseguir durant uns segons, però va ser més que suficient per a volatilitzar tot allò que es trobava a prop.

## Nota
1. ↑  Ione Stuessy Wright. Voyages of Alvaro de Saavedra Cerón, 1527-1529.  University of Miami Press, 1951 [Consulta: 22 gener 2011].